# بسته‌بندی حبابی
بسته‌بندی حبابی یا بسته‌بندی کپسولی نوعی بسته‌بندی است که برای مواد غذایی (مثل آدامس و شکلات) و برخی داروها (مثل قرص‌ها و کپسول‌ها) مورد استفاده قرار می‌گیرد. از این نوع بسته‌بندی برای تولیداتی نظیر باتری‌های قلمی و لوازم التحریر نیز استفاده می‌شود.

## نگارخانه

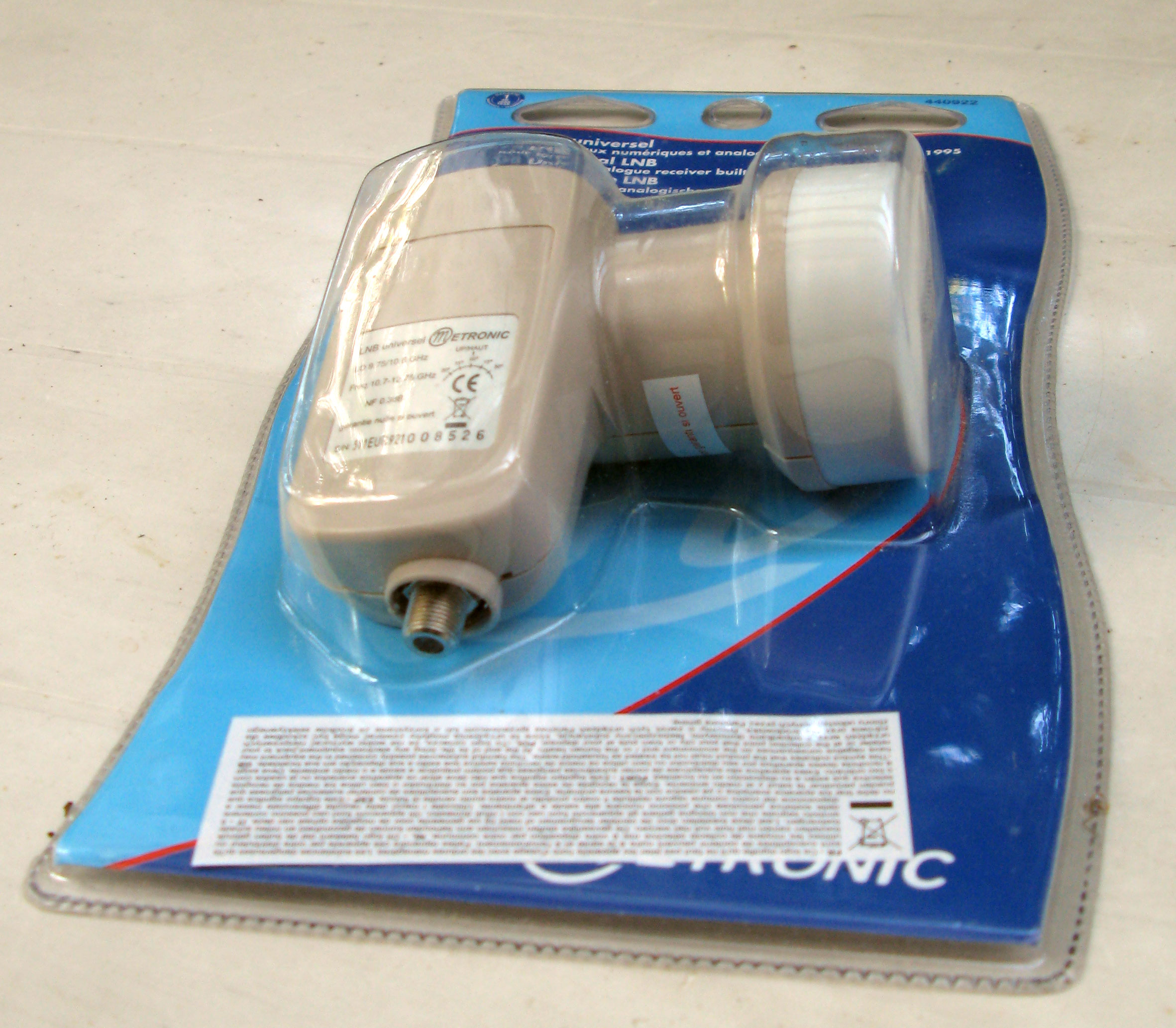
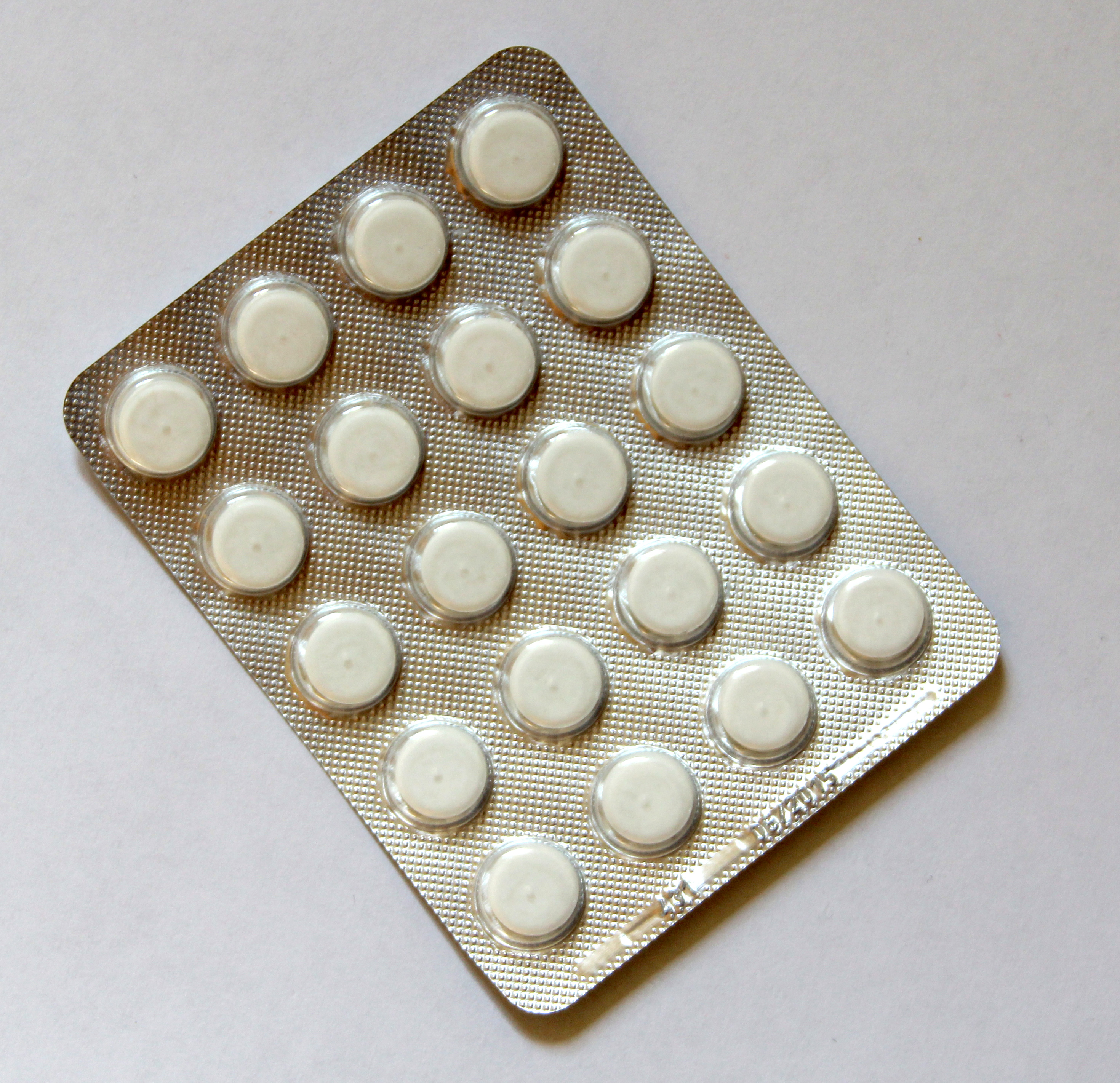
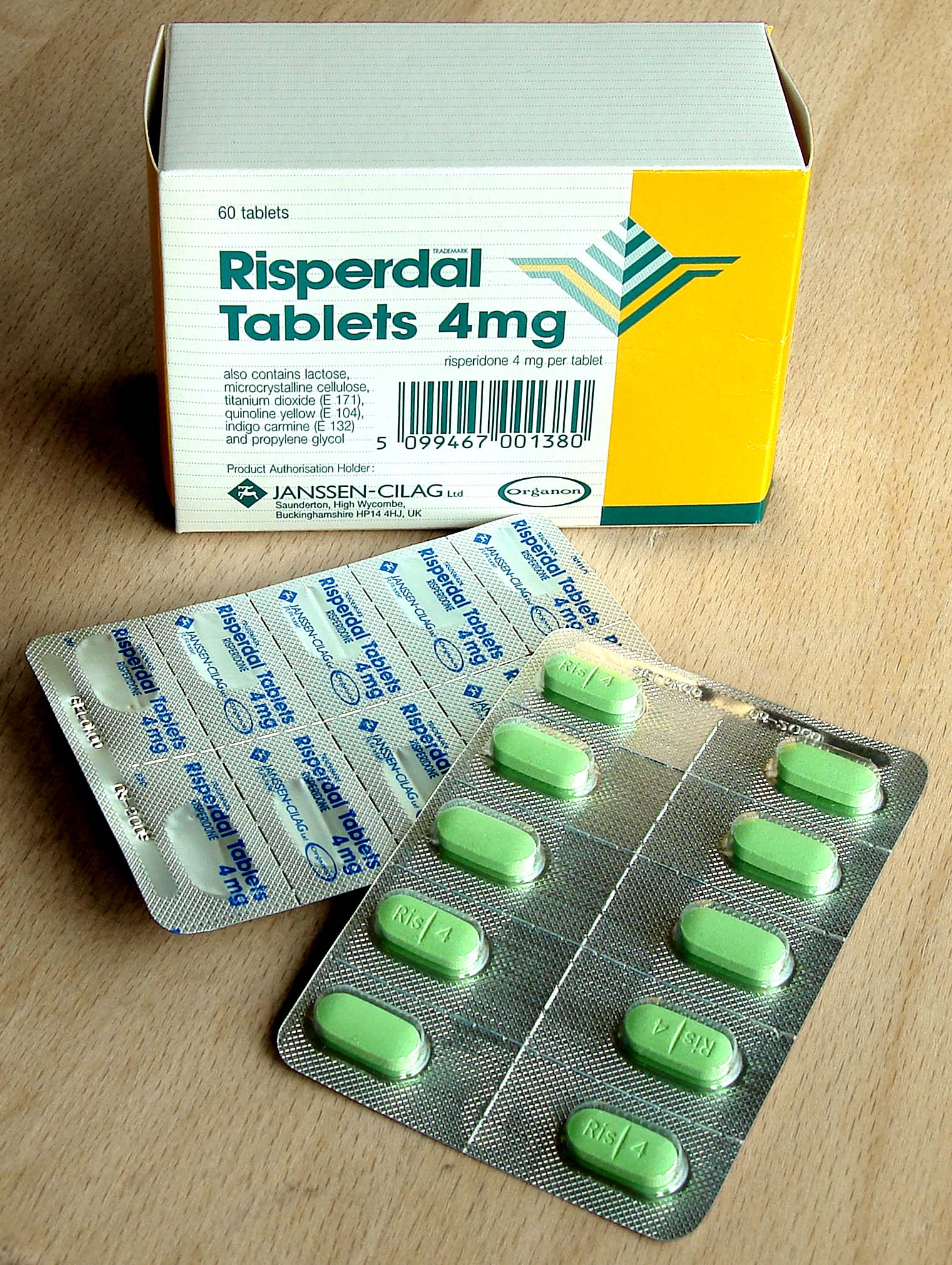